# Piper andreanum
Piper andreanum är en pepparväxtart som beskrevs av C. Dc.. Piper andreanum ingår i släktet Piper och familjen pepparväxter. Inga underarter finns listade i Catalogue of Life.